# 천안청당초등학교
천안청당초등학교는 대한민국 충청남도 천안시 동남구에 있는 공립 초등학교이다.

## 학교 연혁
- 2008년 3월 27일: 개교

2009년 2월 18일: 제1회 졸업식
2011년 3월 2일: 25학급 편성
2012년 3월 1일: 제2대 이경복 교장 취임
2015년 3월 1일: 충청남도 자율체육 연구학교
2016년 3월 1일: 제3대 임명순 교장 취임
2017년 9월 1일: 제4대 조황영 교장 취임
2019년 3월 1일: 제5대 류영숙 교장 취임
2020년 1월 8일: 제12회 졸업식(140명)
2021년 1월 8일: 제13회 졸업식(134명)